# 18400 Muramatsushigeru
18400 Muramatsushigeru è un asteroide della fascia principale. Scoperto nel 1992, presenta un'orbita caratterizzata da un semiasse maggiore pari a 2,5652824 au e da un'eccentricità di 0,0983756, inclinata di 10,25987° rispetto all'eclittica.